# Raúl Diniz
Raúl Diniz (ur. 9 lutego 1951 w Cascais, zm. 25 maja 2019) – portugalski sztangista, reprezentant swego kraju na igrzyskach olimpijskich w Monachium, Moskwie i w Los Angeles.